# Caroline Cossey
Caroline "Tula" Cossey, född 31 augusti 1954 i Brooke i Norfolk i England, är en brittisk modell, skådespelare och författare. 
Cossey är känd för att vara en av de första transkvinnorna som öppet arbetade inom modebranschen. Hon var bland annat den första post-op transkvinnan att posera i Playboy och hon spelade en mindre roll i James Bond-filmen Ur dödlig synvinkel (1981).
År 1991 publicerade hon sin andra självbiografi My Story, där hon berättar om sitt liv, sin könsbekräftande resa och kampen för transpersoners rättigheter.

## Biografi
Cossey föddes med Klinefelters syndrom. Hon uppfostrades som pojke och har berättat om hur hon mobbades för sitt utseende under uppväxten. 
Som sjuttonåring började hon leva som kvinna och påbörjade könsbekräftande vård.
Cossey arbetade som modell och skådespelare. Hon var statist i James Bond-filmen Ur dödlig Synvinkel, 1981. Strax efter filmens premiär outades hon, utan sitt medgivande, av den brittiska skvallertidningen News of the World.
Hon förde en lång juridisk kamp mot de brittiska myndigheterna för transpersoners rättigheter, särskilt rätten att bli juridiskt erkänd som kvinna i Storbritannien. År 1989 fick hon ett delvis gynnsamt utslag från Europadomstolen för mänskliga rättigheter, men lagen ändrades först 2005, i och med Gender Recognition Act.